# یوداگی
یوداگی (به انگلیسی: Udagi) یک روستا در هند است که در Gulbarga district واقع شده‌است.